# Podocerus multispinis
Podocerus multispinis is een vlokreeftensoort uit de familie van de Podoceridae. De wetenschappelijke naam van de soort is voor het eerst geldig gepubliceerd in 1926 door K.H. Barnard.